# TT23
| G47 | A | i | i | D52 |

| G47 | A | i | i | D52 |

| N16 · Z1 · N21 |

| N16 · Z1 · N21 |

TT23 (Theban Tomb 23) è la sigla che identifica una delle Tombe dei Nobili ubicate nell’area della cosiddetta Necropoli Tebana, sulla sponda occidentale del Nilo dinanzi alla città di Luxor, in Egitto. Destinata a sepolture di nobili e funzionari connessi alle case regnanti, specie del Nuovo Regno, l'area venne sfruttata, come necropoli, fin dall'Antico Regno e, successivamente, sino al periodo Saitico (con la XXVI dinastia) e Tolemaico.

## Titolare
TT23 Era la tomba di:
| Titolare                     | Titolo                                                             | Necropoli          | Dinastia/Periodo         | Note                                               |
| ---------------------------- | ------------------------------------------------------------------ | ------------------ | ------------------------ | -------------------------------------------------- |
| Tjiay, detto anche Thay o To | Segretario del Signore delle Due Terre per la corrispondenza reale | Sheik Abd el-Qurna | XIX dinastia (Merneptah) | a est del gruppo comprendente TT105, TT106 e TT107 |

## Biografia
Figlio dello scriba dei soldati Khaemteri e di Tamy, ebbe due mogli, Raya e Nebettawy, di cui la prima fu capo dell'harem di Sobek.

## La tomba
Un corridoio, sulle cui pareti (1 in planimetria) sono riportati testi molto danneggiati, adduce a una scala che porta a un cortile, con dieci colonne e quattro pilastri; sulle pareti (2) il defunto inginocchiato adora Osiride, su due registri sovrapposti (3) il defunto si inchina dinanzi a una divinità maschile e una femminile (non è precisato di chi si tratti) e il defunto che, giunto a casa in carro con uomini che lo acclamano e fanciulle che suonano tamburelli, offre un mazzo di fiori alla moglie. Poco oltre (4) il defunto dinanzi a una divinità e nel "ministero degli esteri" del faraone; seguono, su due registri (5), il defunto e un prete con testi recanti liste di desideri e scene rituali. Un uomo in offertorio (6) al defunto seduto, con una scimmia che attacca un'oca sotto la sedia; il defunto (7) adora una dea e scene di lavori nelle terre paludose; su due registri (8) il defunto inginocchiato dinanzi ad un dio e preti che offrono libagioni al defunto e alla moglie Raya con scene della festa del nuovo anno. Seguono (9-10) tre divinità femminili e i resti di scene con altre divinità.
Sulla facciata, che è preceduta da quattro pilastri, il defunto (11) e quattro scene (12) di un uomo che offre libagioni al defunto; specularmente, (13) un prete dinanzi alla mummia e (14), su tre registri sovrapposti, il defunto (?) in adorazione e un lungo testo, in scrittura ieratica, autobiografico; scribi e preti in offertorio e preparazione della mummia e quattro scene di offertorio a statue del defunto. Due stele fiancheggiano l'ingresso: su una (15) parenti dinanzi al defunto e un inno ad Amon; sull'altra (16) il defunto adora Osiride e Ra-Horakhti mentre un prete offre libagioni e purifica gli dei; in basso un inno a Osiride.
Un breve passaggio, sulle cui pareti (17) sono riportati il defunto e testi, dà accesso ad un corridoio trasversale. Sulle pareti, (18) il defunto con altri cortigiani (inclusi due visir) premiati da Merenptah alla presenza di una dea alata e frammenti di un toro con corna ornate di nastri; poco oltre (19) il defunto adora Hathor e una stele (20) con la testa di Hathor e un pilastro Djed tra due immagini del defunto. Su tre registri sovrapposti (21) il defunto seguito dalla moglie, offre libagioni, fiori e, in due scene, divinità femminili sotto forma di albero e preti che offrono incenso. Nella sala trasversale si aprono inoltre due cappelle; all'entrata di quella meridionale (22) babbuini adorano le Anime di Pe e Nekhen e una barca su cui Merenptah offre libagioni ad Atum. Sulle pareti sul lato destro dell'ingresso (23) su due registri il defunto offre libagioni a Ptah e a una dea, nonché a Thot e Maat, brani del Libro delle Porte e, su tre registri (24), il defunto in adorazione di Amehotep I e della regina Ahmose Nefertari e brani del Libro delle Porte. Sul lato corto, una stele (25) reca i resti di testo e la personificazione del pilastro Djed. Seguono (26) ancora brani del Libro delle Porte, il defunto che offre libagioni a Nefertum e Sokar, liste di offerte e musici dinanzi al defunto e alla moglie. In due nicchie che fiancheggiano il corridoio di accesso a una sala perpendicolare a quella trasversale (28-29), due statue sovrastate dallo sciacallo Anubi. La porta di accesso alla cappella settentrionale (27) reca scene del defunto che offre mazzi di fiori a Osiride e Iside.
Un altro corridoio, sulle cui pareti (30) il defunto adora Osiride, Iside e Anubi, dà accesso a un corridoio perpendicolare alla sala precedente, secondo la planimetria tipica a "T" capovolta delle sepolture di questo periodo, sulle cui pareti (31-32) su due registri il defunto, supportato dal re, è dinanzi al simbolo di Nefertum; segue una scena del defunto e della moglie con quattro casse di vestiario colorato dinanzi alla barca di Sokar e Thot e scene della processione funeraria, con il sarcofago trainato da buoi, il trasporto delle suppellettili funebri, piangenti, due visir, parenti maschi del defunto, mucche e vitelli e il defunto abbracciato dalla dea dell'Occidente (Mertseger). Sulla parete opposta (33-34), su due registri, brani del Libro delle Porte, il defunto e la moglie in adorazione di Ptah-Sokaris con un toro e sette mucche; il defunto e la moglie presentati a Osiride, Iside e Nephtys da Horus, il defunto e la moglie dinanzi a Osiride e Maat.
Al fondo di tale sala si apre la camera funeraria al cui centro si trova il sarcofago in granito. Un breve corridoio, sulle cui pareti (35) è rappresentato Anubi, immette nel locale; il defunto adora Hathor (36), Preti con liste delle offerte dinanzi al defunto e alla moglie (37) e (38) il defunto con mazzi di fiori e che (39) riceve la vita dalla Dea dell'Occidente. Poco oltre (40) Thot, seguito da Horus, dal defunto e dalla moglie Raya, dinanzi a Osiride, Maat e alla Dea dell'Occidente; segue (41) scena del defunto in offertorio.
Un'ampia porta adduce alla camera più interna costituita da tre nicchie contenenti ciascuna due statue: (42) statue di una coppia mentre, sulle pareti laterali, il defunto offre incenso, a sinistra, e, a destra, la dea Hathro in sembianze di vacca; sulla prete opposta (43), specularmente alla prima, statue di una coppia e sulle pareti, a sinistra, la dea Hathor in sembianze di vacca a protezione di Ramses II, a destra il defunto. Sul fondo (44) statue di Osiride e di una divinità con testa di falco (forse Horus); sulle pareti, a sinistra, Amenhotep I e, a destra, la regina Ahmose Nefertari.

### Annotazioni
1. ↑  La numerazione dei locali e delle pareti segue quella di Porter e Moss 1927, p. 30.
2. ↑  La prima numerazione delle tombe, dalla numero 1 alla 253, risale al 1913 con l’edizione del "Topographical Catalogue of the Private Tombs of Thebes" di Alan Gardiner e Arthur Weigall. Le tombe erano numerate in ordine di scoperta e non geografico; ugualmente in ordine cronologico di scoperta sono le tombe dalla 253 in poi.
3. ↑  I campi della Duat, ovvero l'aldilà egizio, si trovavano, secondo le credenze, proprio sulla riva occidentale del grande fiume.
4. ↑  Nella sua epoca di utilizzo, l'area era nota come "Quella di fronte al suo Signore" (con riferimento alla riva orientale, dove si trovavano le strutture dei Palazzi di residenza dei re e i templi dei principali dei) o, più semplicemente, "Occidente di Tebe".
5. ↑  le Tombe dei Nobili, benché raggruppate in un'unica area, sono di fatto distribuite su più necropoli distinte.
6. ↑  Le note, sovente di inquadramento topografico della tomba, sono tratte dal "Topographical Catalogue" di Gardiner e Weigall, ed. 1913 e fanno perciò riferimento alla situazione dell'epoca.

### Fonti
1. 1 2  Porter e Moss 1927,  pp. 38-41.
2. ↑  Gardiner e Weigall 1913.
3. ↑  Donadoni 1999,  p. 115.
4. ↑  Porter e Moss 1927,  p. 38.
5. ↑  Porter e Moss 1927,  p. 39.